# M44 AUV
M44 AUV (Armored Utility Vehicle M44) – amerykański prototyp transportera opancerzonego.
Jego budowa rozpoczęła się już podczas II wojny światowej w firmie General Motors. W kwietniu 1945 zbudowano 6 pojazdów. Nie spełnił jednak oczekiwań armii amerykańskiej i nie został przyjęty do uzbrojenia. Wykorzystywany był jedynie do badań i eksperymentów.